# Тая Могорчич
Тая Могорчич (словен. Taja Mohorčič; нар. 24 квітня 1989) — колишня словенська тенісистка.
Найвищу одиночну позицію світового рейтингу — 957 місце досягла 25 лютого 2008, парну — 733 місце — 26 листопада 2007 року.

## Фінали ITF (0–2)

### Парний розряд (0–2)
| Легенда          |
| ---------------- |
| Турніри $100,000 |
| Турніри $75,000  |
| Турніри $50,000  |
| Турніри $25,000  |
| Турніри $10,000  |

| Фінали за покриттям |
| ------------------- |
| Тверде (0–1)        |
| Ґрунт (0–1)         |
| Трава (0–0)         |
| Килим (0–0)         |

| Результат | Ранг | Дата           | Турнір                               | Покриття | Партнерка    | Суперниці                     | Рахунок       |
| --------- | ---- | -------------- | ------------------------------------ | -------- | ------------ | ----------------------------- | ------------- |
| Поразка   | 1.   | 27 серпня 2007 | Перчах, Австрія                      | Ґрунт    | Наташа Зорич | Штефані Гайднер Ева-Марія Гох | 2–6, 2–6      |
| Поразка   | 2.   | 9 березня 2009 | Лас-Пальмас-де-Гран-Канарія, Іспанія | Тверде   | Яна Бучіна   | Лу Цзінцзін Сунь Шеннань      | 3–6, 6–7(1–7) |